# Estadio Sabah Al Salem
El Estadio Sabah Al Salem es un estadio de usos múltiples en Kuwait City, Kuwait. En la actualidad se utiliza sobre todo para los partidos de fútbol, donde juega el Al-Arabi SC club de la Liga Premier de Kuwait. El estadio tiene una capacidad de 28 000 espectadores.
El estadio es regularmente utilizado por la Selección de fútbol de Kuwait y albergó en 1980 la sede de la Copa Asiática.

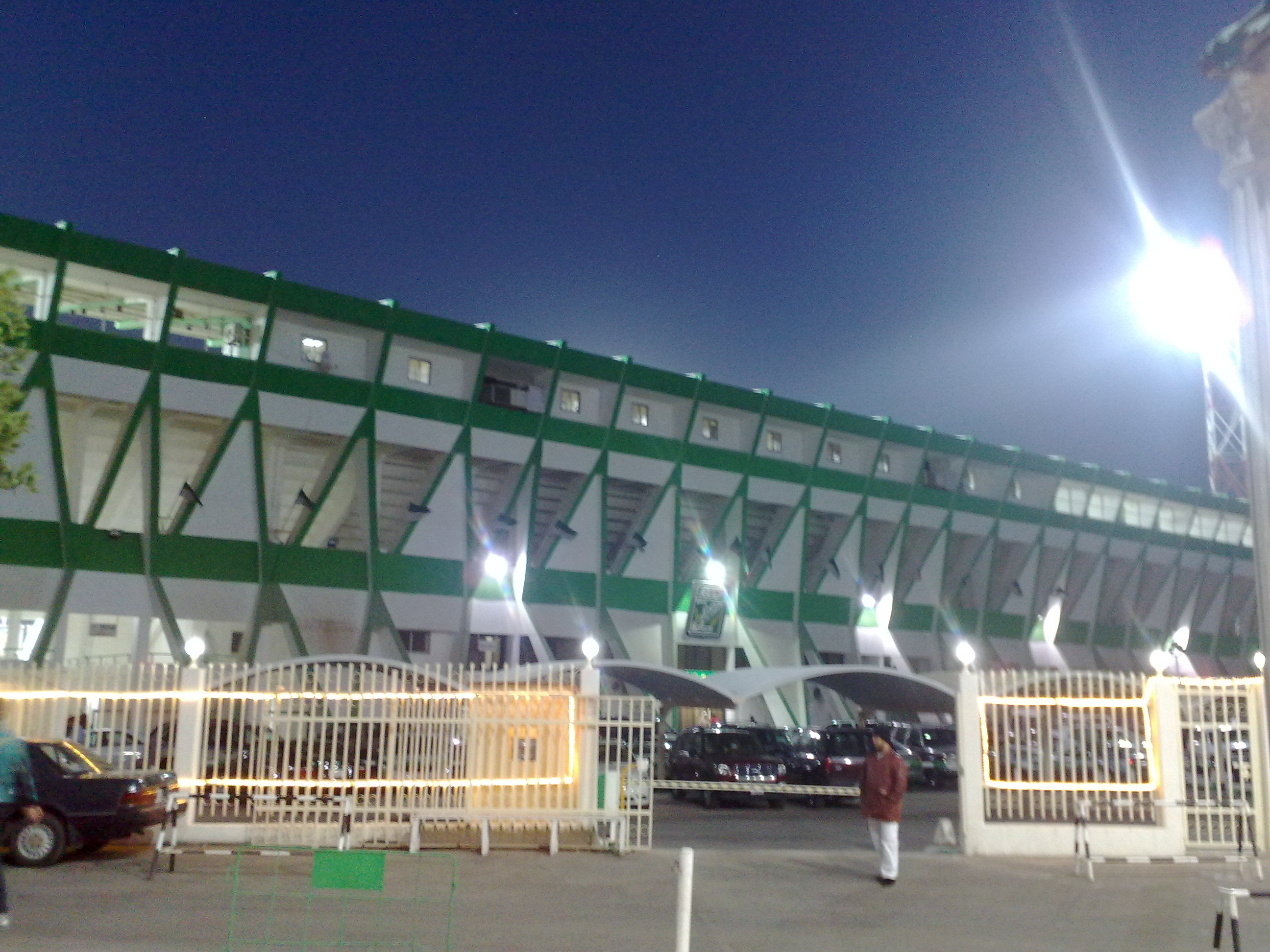